# Videogiochi sportivi di Mario
Ci sono stati numerosi videogiochi sportivi nel franchise di Mario. Molti di questi giochi offrivano un nuovo approccio allo sport includendo gli amati personaggi Nintendo.
Sebbene originariamente fosse un ramo dei giochi sportivi di Mario, la serie Mario Kart non è inclusa in questo elenco, poiché da allora è diventata una serie a sé stante.

## SerieMario Tennis
Sebbene sia presente come arbitro in Tennis, Mario fa la sua prima apparizione come personaggio giocabile nel gioco per Virtual Boy Mario's Tennis, sviluppato da Nintendo R&D1. Come la serie Mario Golf, i giochi successivi sono sviluppati da Camelot Software Planning.
| Titolo | Dettagli |
| --- | --- |
| Mario's Tennis Data di distribuzione originale: 21 luglio 1995 14 agosto 1995                                           | Anno di pubblicazione: 1995 — Virtual Boy |
| Mario's Tennis Data di distribuzione originale: 21 luglio 1995 14 agosto 1995                                           | Note: Uso del 3D steroscopico. |
| Mario Tennis Data di distribuzione originale: 21 luglio 2000 28 agosto 2000 3 novembre 2000                             | Anno di pubblicazione: 2000 — Nintendo 64 2010 — Virtual Console |
| Mario Tennis Data di distribuzione originale: 21 luglio 2000 28 agosto 2000 3 novembre 2000                             | Note: Segna il debutto di Waluigi. |
| Mario Tennis Data di distribuzione originale: 1º novembre 2000 16 gennaio 2001 2 febbraio 2001                          | Anno di pubblicazione: 2000 — Game Boy Color 2013 — Virtual Console |
| Mario Tennis Data di distribuzione originale: 1º novembre 2000 16 gennaio 2001 2 febbraio 2001                          | Note: La versione per Game Boy Color è il primo capitolo della serie a presentare una modalità storia con personaggi originali, e sfrutta il Transfer Pak per trasferire i dati dei personaggi alla versione per Nintendo 64. |
| Mario Power Tennis Data di distribuzione originale: 28 ottobre 2004 8 novembre 2004 25 febbraio 2005                    | Anno di pubblicazione: 2004 — GameCube 2009 — Wii |
| Mario Power Tennis Data di distribuzione originale: 28 ottobre 2004 8 novembre 2004 25 febbraio 2005                    | Note: Noto in Giappone come Mario Tennis GC. Ripubblicato come parte dell'iniziativa New Play Control! del Wii. |
| Mario Power Tennis Data di distribuzione originale: 13 settembre 2005 18 novembre 2005 1º dicembre 2005 5 dicembre 2005 | Anno di pubblicazione: 2005 — Game Boy Advance 2014 — Virtual Console |
| Mario Power Tennis Data di distribuzione originale: 13 settembre 2005 18 novembre 2005 1º dicembre 2005 5 dicembre 2005 | Note: Noto in Giappone come Mario Tennis Advance e in Nord America come Mario Tennis: Power Tour. Questo è il secondo gioco della serie Mario Tennis a presentare una modalità storia.                                        |
| Mario Tennis Open Data di distribuzione originale: 20 maggio 2012 24 maggio 2012 25 maggio 2012                         | Anno di pubblicazione: 2012 — Nintendo 3DS |
| Mario Tennis Open Data di distribuzione originale: 20 maggio 2012 24 maggio 2012 25 maggio 2012                         | |
| Mario Tennis: Ultra Smash Data di distribuzione originale: 20 novembre 2015 21 novembre 2015 28 gennaio 2016            | Anno di pubblicazione: 2015 — Wii U |
| Mario Tennis: Ultra Smash Data di distribuzione originale: 20 novembre 2015 21 novembre 2015 28 gennaio 2016            | |
| Mario Tennis Aces Data di distribuzione originale: 22 giugno 2018                                                       | Anno di pubblicazione: 2018 — Nintendo Switch |
| Mario Tennis Aces Data di distribuzione originale: 22 giugno 2018                                                       | Note: Questo è il terzo gioco della serie Mario Tennis ad includere una modalità storia. |

## SerieMario Golf
Come per il tennis, Mario è apparso in diversi giochi di golf prima che ne venisse pubblicato uno con marchio Mario su Nintendo 64. NES Open Tournament Golf è stato sviluppato da Nintendo R&D2 ed è stato il primo gioco sportivo a presentare Mario come giocatore. La serie è attualmente sviluppata da Camelot Software Planning.

| Titolo | Dettagli |
| --- | --- |
| NES Open Tournament Golf Data di distribuzione originale: 21 febbraio 1987 14 giugno 1987 18 giugno 1992 (NES)              | Anno di pubblicazione: 1987 — Family Computer Disk System 1991 — Nintendo Entertainment System 1991 — PlayChoice-10 2007 — Virtual Console 2018 — Nintendo Switch Online |
| NES Open Tournament Golf Data di distribuzione originale: 21 febbraio 1987 14 giugno 1987 18 giugno 1992 (NES)              | Note: Noto in Giappone come Mario Open Golf. |
| Golf Data di distribuzione originale: Febbraio 1990                                                                         | Anno di pubblicazione: 1990 — Game Boy |
| Golf Data di distribuzione originale: Febbraio 1990                                                                         | Note: La versione per Game Boy include Mario come personaggio giocante.                                                                                                  |
| Mario Golf Data di distribuzione originale: 11 giugno 1999 30 giugno 1999 14 settembre 1999                                 | Anno di pubblicazione: 1999 — Nintendo 64 2008 — Virtual Console |
| Mario Golf Data di distribuzione originale: 11 giugno 1999 30 giugno 1999 14 settembre 1999                                 | Note: I personaggi dalla versione per Game Boy Color possono essere caricati sulla versione per Nintendo 64 grazie alla connettività del Transfer Pak.                   |
| Mario Golf Data di distribuzione originale: 10 agosto 1999 5 ottobre 1999 26 ottobre 1999                                   | Anno di pubblicazione: 1992 — Game Boy Color 2012 — Virtual Console |
| Mario Golf Data di distribuzione originale: 10 agosto 1999 5 ottobre 1999 26 ottobre 1999                                   | Note: I personaggi dalla versione per Game Boy Color possono essere caricati sulla versione per Nintendo 64 grazie alla connettività del Transfer Pak.                   |
| Mobile Golf Data di distribuzione originale: 11 maggio 2001                                                                 | Anno di pubblicazione: 2001 — Game Boy Color |
| Mobile Golf Data di distribuzione originale: 11 maggio 2001                                                                 | Note: Mobile Golf presenta la compatibilità con il Mobile Adapter GB, permettendo ai giocatori di competere tra loro e sbloccando dei personaggi aggiuntivi.             |
| Mario Golf: Toadstool Tour Data di distribuzione originale: 29 luglio 2003 5 settembre 2003 11 febbraio 2004 18 giugno 2004 | Anno di pubblicazione: 2003 — GameCube |
| Mario Golf: Toadstool Tour Data di distribuzione originale: 29 luglio 2003 5 settembre 2003 11 febbraio 2004 18 giugno 2004 | Note: Similmente ai giochi per N64 e GBC di Mario Golf, Toadstool Tour e Advance Tour possono scambiare dati attraverso il GameCube – Game Boy Advance link cable.       |
| Mario Golf: Advance Tour Data di distribuzione originale: 22 aprile 2004 22 giugno 2004 8 luglio 2004 17 settembre 2004     | Anno di pubblicazione: 2004 — Game Boy Advance 2014 – Virtual Console |
| Mario Golf: Advance Tour Data di distribuzione originale: 22 aprile 2004 22 giugno 2004 8 luglio 2004 17 settembre 2004     | Note: Similmente ai giochi per N64 e GBC di Mario Golf, Toadstool Tour e Advance Tour possono scambiare dati attraverso il GameCube – Game Boy Advance link cable.       |
| Mario Golf: World Tour Data di distribuzione originale: 1º maggio 2014 2 maggio 2014 3 maggio 2014                          | Anno di pubblicazione: 2014 — Nintendo 3DS |
| Mario Golf: World Tour Data di distribuzione originale: 1º maggio 2014 2 maggio 2014 3 maggio 2014                          | |
| Mario Golf: Super Rush Data di distribuzione originale: 25 giugno 2021                                                      | Anno di pubblicazione: 2021 — Nintendo Switch |
| Mario Golf: Super Rush Data di distribuzione originale: 25 giugno 2021                                                      | |

## SerieMario Football
Mario Football (Mario Strikers nel resto del mondo e Mario Soccer in Corea del Sud) è una serie di videogiochi di calcio ambientata nel Regno dei Funghi. Tutti i capitoli della serie sono sviluppati da Next Level Games.
| Titolo | Dettagli |
| --- | --- |
| Mario Smash Football Data di distribuzione originale: 18 novembre 2005 5 dicembre 2005 11 gennaio 2006 6 aprile 2006           | Anno di pubblicazione: 2005 — GameCube                                                                          |
| Mario Smash Football Data di distribuzione originale: 18 novembre 2005 5 dicembre 2005 11 gennaio 2006 6 aprile 2006           | Note: Noto nel resto del mondo come Super Mario Strikers.                                                       |
| Mario Strikers Charged Football Data di distribuzione originale: 25 maggio 2007 7 giugno 2007 30 luglio 2007 20 settembre 2007 | Anno di pubblicazione: 2007 — Wii                                                                               |
| Mario Strikers Charged Football Data di distribuzione originale: 25 maggio 2007 7 giugno 2007 30 luglio 2007 20 settembre 2007 | Note: Noto nel resto del mondo come Mario Strikers Charged Football e in Corea del Sud come Mario Power Soccer. |
| Mario Strikers: Battle League Football Data di distribuzione originale: 10 giugno 2022                                         | Anno di pubblicazione: 2022 — Nintendo Switch                                                                   |
| Mario Strikers: Battle League Football Data di distribuzione originale: 10 giugno 2022                                         | Note: Noto nel resto del mondo come Mario Strikers: Battle League.                                              |

## SerieMario Baseball
Mario Baseball è una serie di videogiochi sul baseball ambientata nel Regno dei Funghi. I videogiochi della serie sono attualmente sviluppati da Bandai Namco Entertainment.
| Titolo                                                                                                   | Dettagli                                                          |
| --- | ----------------------------------------------------------------- |
| Mario Superstar Baseball Data di distribuzione originale: 21 luglio 2005 29 agosto 2005 11 novembre 2005 | Anno di pubblicazione: 2005 — GameCube                            |
| Mario Superstar Baseball Data di distribuzione originale: 21 luglio 2005 29 agosto 2005 11 novembre 2005 | Note: Noto in Giappone come Super Mario Stadium Miracle Baseball. |
| Mario Super Sluggers Data di distribuzione originale: 19 giugno 2008 25 agosto 2008                      | Anno di pubblicazione: 2008 — Wii 2016 — Virtual Console          |
| Mario Super Sluggers Data di distribuzione originale: 19 giugno 2008 25 agosto 2008                      | Note: Noto in Giappone come Super Mario Stadium Family Baseball.  |

## SerieMario & Sonic ai Giochi olimpici
Mario & Sonic ai Giochi olimpici è una serie di giochi ambientate durante i Giochi olimpici estivi e invernali, in cui i personaggi della serie Mario incontrano quelli del franchise Sonic the Hedgehog di Sega. Ha debuttato nel 2007 per Wii con l'edizione di Pechino 2008. Nintendo ha pubblicato i primi tre giochi nell'Asia orientale e il quarto e il quinto gioco in tutto il mondo, mentre Sega ha pubblicato i primi tre giochi nelle regioni occidentali e il sesto gioco in tutto il mondo. Dopo quasi 15 anni di collaborazione, è cancellato l’accordo tra Nintendo, SEGA e CIO e la serie non sarà rinnovata.

### Giochi olimpici estivi
| Titolo | Dettagli                                                                                           |
| --- | -------------------------------------------------------------------------------------------------- |
| Mario & Sonic ai Giochi olimpici Data di distribuzione originale: Wii: 6 novembre 2007 22 novembre 2007 23 novembre 2007 Nintendo DS: 17 gennaio 2008 22 gennaio 2008 7 febbraio 2008 8 febbraio 2008                                  | Anno di pubblicazione: 2007 — Wii 2008 — Nintendo DS                                               |
| Mario & Sonic ai Giochi olimpici di Londra 2012 Data di distribuzione originale: Wii: 15 novembre 2011 17 novembre 2011 18 novembre 2011 8 dicembre 2011 Nintendo 3DS: 9 febbraio 2012 10 febbraio 2012 14 febbraio 2012 1º marzo 2012 | Anno di pubblicazione: 2011 — Wii 2012 — Nintendo 3DS                                              |
| Mario & Sonic ai Giochi olimpici di Rio 2016 Data di distribuzione originale: Arcade : febbraio 2016 Nintendo 3DS : 18 febbraio 2016 18 marzo 2016 8 aprile 2016 9 aprile 2016 Wii U : 23 giugno 2016 24 giugno 2016 25 giugno 2016    | Anno di pubblicazione: 2016 — Wii U, Nintendo 3DS, Arcade                                          |
| Mario & Sonic ai Giochi olimpici di Tokyo 2020 Data di distribuzione originale: Nintendo Switch: 1º novembre 2019 5 novembre 2019 8 novembre 2019 Arcade: 2020                                                                         | Anno di pubblicazione: 2019 — Nintendo Switch 2020 — Arcade                                        |
| Mario & Sonic ai Giochi olimpici di Tokyo 2020 Data di distribuzione originale: Nintendo Switch: 1º novembre 2019 5 novembre 2019 8 novembre 2019 Arcade: 2020                                                                         | Note: Questo è l'ultimo videogioco noto realizzato da AlphaDream prima che dichiarasse bancarotta. |

### Giochi olimpici invernali
| Titolo | Dettagli                                       |
| --- | ---------------------------------------------- |
| Mario & Sonic ai Giochi olimpici invernali Data di distribuzione originale: 13 ottobre 2009 15 ottobre 2009 16 ottobre 2009 5 novembre 2009                | Anno di pubblicazione: 2009 — Wii, Nintendo DS |
| Mario & Sonic ai Giochi olimpici invernali di Sochi 2014 Data di distribuzione originale: 8 novembre 2013 9 novembre 2013 15 novembre 2013 5 dicembre 2013 | Anno di pubblicazione: 2013 — Wii U            |

## SerieMario Sports
| Titolo | Dettagli |
| --- | --- |
| Mario Sports Mix Data di distribuzione originale: 25 novembre 2010 27 gennaio 2011 28 gennaio 2011 7 febbraio 2011 | Anno di pubblicazione: 2010 — Wii |
| Mario Sports Mix Data di distribuzione originale: 25 novembre 2010 27 gennaio 2011 28 gennaio 2011 7 febbraio 2011 | Note: Primo gioco di Mario ad includere il dodgeball. È anche il primo gioco di Mario ad includere la pallavolo all'infuori della serie Mario Party. |
| Mario Sports Superstars Data di distribuzione originale: 10 marzo 2017 11 marzo 2017 24 marzo 2017 30 marzo 2017   | Anno di pubblicazione: 2017 — Nintendo 3DS |
| Mario Sports Superstars Data di distribuzione originale: 10 marzo 2017 11 marzo 2017 24 marzo 2017 30 marzo 2017   | Note: È il primo gioco di Mario a presentare l'ippica.                                                                                               |

## Altri giochi
| Titolo | Dettagli |
| --- | --- |
| Mario Slam Basketball Data di distribuzione originale: 27 luglio 2006 11 settembre 2006 26 ottobre 2006 16 febbraio 2007 | Anno di pubblicazione: 2006 — Nintendo DS |
| Mario Slam Basketball Data di distribuzione originale: 27 luglio 2006 11 settembre 2006 26 ottobre 2006 16 febbraio 2007 | Note: Il primo videogioco sulla pallacanestro di Mario al di fuori dei giochi di Mario Party. Noto in Giappone come Mario Basket 3on3 e in Nord America come Mario Hoops 3-on-3. |